# Léon Joubert (homme politique, 1814-1885)
Pour les articles homonymes, voir Léon Joubert.
Léon Joubert, né le 9 mai 1814 à Huismes et mort le 20 juillet 1885 à Chinon, est un homme politique français.

## Biographie
Il étudie la médecine à Paris, puis l'exerce à Chinon. Propriétaire dans cette région, il devient maire de Chinon en 1848, puis en 1870 après avoir refusé de devenir sous-préfet de l'arrondissement. Il se présente aux élections législatives de 1876 dans l'arrondissement de Chinon. Il fait face à Cyrille Podevin, ancien préfet de l'Empire et Anatole Desplanques, un autre républicain. Ce dernier, troisième au premier tour se retire. Au second tour, le 5 mars, Joubert obtient la majorité des suffrages avec 10 842 voix (21 023 votants, 26 247 inscrits), contre 10 069 voix pour Podevin. 
Il vote à la Chambre avec le groupe de la gauche républicaine et est des « 363 ». 
Il est réélu comme tel le 14 octobre 1877, par 11 608 voix (22 302 votants, 26 574 inscrits) contre 10 620 voix à Podevin, devenu le candidat officiel du gouvernement du Seize-Mai. Il obtient sa réélection, le 21 août 1881, par 12 941 voix (16 256 votants, 26 653 inscrits), appuie la politique opportuniste, se prononce contre l'élection des magistrats par le peuple, contre la séparation des Églises et de l'État et pour les crédits de l'expédition du Tonkin.
Léon Joubert meurt le 20 juillet 1885 à Neuilly, dans une maison qu'il possède.
Son fils Léon Joubert, devient député d'Indre-et-Loire lors des élections qui suivent.

## Sources
- « Léon Joubert (homme politique, 1814-1885) », dans Adolphe Robert et Gaston Cougny, Dictionnaire des parlementaires français, Edgar Bourloton, 1889-1891 [détail de l’édition]